# Ataque a Al-Mawasi de julio de 2024
El ataque a Al-Mawasi de julio de 2024 fue un ataque aéreo llevado a cabo el 13 de julio de 2024 por las Fuerzas de Defensa de Israel (FDI) contra un campamento de refugiados en Al-Mawasi, en la Franja de Gaza (Palestina), un área designada por las propias autoridades israelíes como «segura» para la población. Según Israel el objetivo del ataque era asesinar al comandante militar de Hamás, Mohamed Deif, así como a Rafaa Salameh comandante de la brigada de Jan Yunis. Mientras que la organización palestina aseguró que todas las víctimas son «civiles inocentes e indefensos». El Ministerio de Salud de Gaza informó que 90 palestinos murieron, mientras que otros 300 resultaron heridos.
Según afirmaron testigos presenciales, un periodista local y el Euro-Mediterranean Human Rights Monitor, tras los ataques aéreos, cuadricópteros israelíes esperaron a las ambulancias y a los equipos de defensa civil y abrieron fuego tan pronto como llegaron, dos miembros de la Defensa Civil Palestina murieron en este ataque.
El ataque de Mawasi provocó condenas internacionales contra Israel por parte de los países árabes, la Unión Europea y las Naciones Unidas. La Unión Europea solicitó una investigación independiente y rendición de cuentas, describiendo el ataque como un posible crimen de guerra.
Israel afirmó que había atacado y asesinado al comandante militar de Hamás, Mohammed Deif, así como al comandante de la Brigada Jan Yunis, Rafaa Salameh. El 30 de enero de 2025, el portavoz de Hamás Abú Obeida, confirmó la muerte de Deif y de Salameh.

## Antecedentes
La localidad de Al-Mawasi es una ciudad beduina palestina situada en la costa sur de la Franja de Gaza, de aproximadamente un kilómetro de ancho y catorce kilómetros de largo, que antes del plan de retirada unilateral israelí en 2005 existía como un enclave palestino dentro del bloque de asentamientos israelíes de Katif. En 2023 Al-Mawasi tenía una población de 1400 habitantes aproximadamente.
Durante la invasión israelí de la Franja de Gaza, Israel declaró a Al-Mawasi como una «zona segura».  Los desplazados internos que huyeron a Al-Mawasi informaron que no tenían agua, electricidad ni edificios donde refugiarse.  La ONU y los grupos de ayuda no reconocen a Al-Mawasi ni prestan servicios allí.  El 26 de diciembre, Israel bombardeó Al-Mawasi, matando a una mujer y diciendo que no se abstendría de bombardear zonas seguras.  Los bombardeos israelíes del 4 de enero de 2024 se centraron en Al-Mawasi y mataron a catorce personas de dos familias, en su mayoría niños menores de diez años.  El 14 de enero, La Oficina de Naciones Unidas para la Coordinación de Asuntos Humanitarios informó que los desplazados en el campo de Al-Mawasi necesitaban suministros humanitarios.  El 15 de enero de 2024, tres personas desplazadas que se refugiaban en una tienda de campaña murieron a causa de un ataque aéreo israelí.  El 22 de enero, el Ministerio de Salud de Gaza afirmó que soldados israelíes habían asaltado el hospital Al-Khair en Al-Mawasi y arrestado al personal médico.  En una entrevista, una mujer afirmó: «Es todo mentira. El ejército israelí ordenó a la gente y la reunió en la zona de Al-Mawasi y luego la atacó». 
El 23 de enero, aviones de combate israelíes bombardearon varias tiendas de campaña utilizadas por personas desplazadas.  En febrero, las FDI atacaron al-Mawasi, incluida una casa segura para el personal de Médicos Sin Fronteras (MSF) y sus familiares, matando a dos persona e hiriendo a seis, entre ellos mujeres y niños. A finales de mayo, las FDI volvieron a bombardear la zona, matando al menos a veintiún palestinos, entre ellos doce mujeres. El 21 de junio, las FDI nuevamente atacaron la localidad, matando al menos a veinticinco palestinos e hiriendo a otros cincuenta.
Las FDI dijeron que tenían información de que Mohamed Deif y otro comandante de Hamás, Rafaa Salameh, estaban ubicados en un «complejo» que limitaba con la zona segura del área de Al-Mawasi. Deif es conocido por evadir múltiples intentos de asesinato por parte de Israel. Supuestamente, tanto Deif como Salameh fueron planificadores clave del ataque liderado por Hamás contra Israel de octubre de 2023. Mohammed Deif, uno de los principales objetivos de las FDI y supuestamente uno de los autores intelectuales de los ataques del 7 de octubre, es un líder escurridizo, del que apenas se conocen imágenes y que ha sobrevivido a varios intentos de asesinato por parte de Israel desde la década de 1990.
Un portavoz de las FDI dijo: «Si los altos líderes de Hamás creen que construirán un complejo y se esconderán en un complejo en un área donde les pedimos a ellos [civiles] que se trasladen, los perseguiremos». El corresponsal de Al Jazeera, Hamdah Salhut, dijo que las fuerzas israelíes «comúnmente» afirman que Hamás está utilizando a civiles como escudos humanos para justificar el ataque a zonas seguras: «Hemos visto una y otra vez ataques en áreas donde hay decenas de miles de palestinos desplazados».

## Ataque aéreo

Un GIF animado del ataque aéreo publicado por el ejército israelí

El ataque israelí tuvo como objetivo varias tiendas de campaña que albergaban a palestinos desplazados y una unidad de destilación de agua en la zona, así como una casa separada ubicada a cierta distancia del campamento. Según Al Jazeera, grandes aviones de combate atacaron Al-Mawasi con cinco bombas y otros cinco misiles. Testigos presenciales informaron que el lugar del ataque aéreo parecía haber sufrido un «terremoto». Los ataques aéreos israelíes también tuvieron como objetivo a los equipos de rescate que intentaban ayudar a las víctimas heridas, matando a algunos rescatistas.
El ejército israelí emitió una declaración donde afirmaba que llevó a cabo un ataque con al menos cinco misiles guiados de precisión en una zona «donde dos altos comandantes de Hamás y otros se escondieron entre civiles». También afirmaron que «El lugar del ataque fue un área abierta rodeada de árboles, varios edificios y cobertizos». También afirmaron que: «Los dos estaban en un edificio bajo entre el área de Al-Mawasi y Jan Yunis, en un lugar de civiles, pero no en un campamento de tiendas para palestinos desplazados. Varias docenas más de agentes de Hamás también se encontraban en la zona cuando el lugar fue atacado».
Según el The Wall Street Journal, las FDI lanzaron ocho bombas Mark 84 de 2000 libras (900 kg) sobre al-Mawasi. Al menos una de las bombas utilizadas en el ataque fue fabricada en Estados Unidos.
El portavoz de la defensa civil de Gaza declaró: «Fuimos al lugar y vimos niños, mujeres y hombres destrozados. Las tiendas de campaña se incendiaron y ardieron. Utilizaron bombas tan potentes que los cuerpos quedaron enterrados bajo tierra». Un corresponsal de The New Arab informó que los ataques aéreos israelíes también tuvieron como objetivo a los equipos de rescate que intentaban ayudar a las víctimas heridas, matando a algunos rescatistas.
Según un artículo del periódico israelí The Jerusalem Post, el asesinato de Deif se llevó a cabo en base a información proporcionada por un cartero local. El cartero, que se dedicaba a entregar mensajes y recopilar información sobre las operaciones de Hamás, vio a Mohammed Deif durante su ruta e informó de su ubicación a las Fuerzas de Defensa de Israel (FDI). Las FDI ejecutaron el asesinato basándose en esa información.

### Ataques contra los servicios de emergencias
Mohammed al-Mughair, miembro de los servicios de emergencia palestinos, denunció que Israel apuntó incluso contra aquellos que iban a socorrer a las víctimas, según declaraciones al canal catarí Al Jazeera. «Mientras nos trasladábamos al lugar del incidente, fuimos atacados. Dos vehículos fueron atacados directamente y esto ha provocado la muerte de dos de nuestros colegas. Otras seis personas resultaron heridas, tres de ellas de gravedad.Un sobreviviente del ataque aéreo declaró: «Había sangre por todas partes, pedazos de cadáveres en el suelo, niños cubiertos de sangre».
Testigos presenciales y una investigación llevada a cabo por la organización defensora de los derechos humanos Euro-Mediterranean Human Rights Monitor dijeron que después del ataque, escuadrones de drones cuadricópteros que esperaban a la ambulancia y a los equipos de defensa civil abrieron fuego tan pronto como llegaron. Un periodista presente en el lugar afirmó que las fuerzas israelíes «atacaron directamente» a los equipos de defensa civil.

## Víctimas
La Media Luna Roja Palestina dijo que sus equipos de ambulancia atendieron a 102 pacientes heridos y recuperaron veintitrés cadáveres después del ataque, veinte de los heridos y veintiún cadáveres fueron trasladados al Hospital de Campaña Al-Quds de la Media Luna Roja, y veintidós de los heridos fueron trasladados al hospital Al Amal. Los testigos presenciales dijeron que después del ataque, escuadrones de drones cuadricópteros israelíes que esperaban a las ambulancias y a los equipos de rescate y abrieron fuego tan pronto como llegaron.
Inicialmente el Ministerio de Salud de Gaza informó que en el ataque de Israel murieron más de 71 personas y resultaron heridas otras 289 en lo que llamó una «masacre brutal por parte de la ocupación». El portavoz de Hamás, Sami Abu Zuhri, calificó el ataque de «horrible masacre» y afirmó que «todos los mártires son civiles y lo que ocurrió fue una grave escalada de la guerra de genocidio, respaldada por el apoyo estadounidense y el silencio mundial». Posteriormente las autoridades gazatíes elevaron la cifra de muertos hasta los 90, la mitad de ellos mujeres y niños, y los heridos hasta los 289.
Según Ayuda Médica a los Palestinos, el Hospital Nasser de Jan Yunis estaba «desbordado» y no podía acoger a la gran cantidad de heridos. Un funcionario de las Naciones Unidas, Scott Anderson, describió las consecuencias en el Hospital Nasser como «algunas de las escenas más horribles que he visto en mis nueve meses en Gaza». La Organización Mundial de la Salud afirmó que había enviado cincuenta camas plegables y cincuenta camillas para aumentar la capacidad en el Complejo Médico Nasser.

### Destino de Mohammed Deif
Las FDI dijeron que estaban en proceso de verificar si Mohammed Deif murió en los ataques aéreos. Según el canal saudita Al-Hadath, Rafa Salamá murió en el ataque mientras que Deif resultó gravemente herido. Medios israelíes informaron que Deif y Rafaa Salameh resultaron heridos en el ataque, aunque está información no se ha confirmado de forma oficial. Por su parte, el primer ministro israelí, Benjamín Netanyahu, declaró que no hay certeza alguna de que Deif y el comandante de Hamás en Jan Yunis, Salameh, murieran en el ataque aéreo. Después del ataque un alto cargo de Hamás declaró que Mohamed Deif está «bien» y que «supervisa directamente y en buen estado las operaciones del ala militar de Hamás», según recogió la radio pública israelí Kan.
El domingo, 14 de julio, el Ejército y el servicio de Inteligencia nacional de Israel, el Shin Bet, anunciaron en un comunicado conjunto la muerte de Rafaa Salameh, comandante local de las milicias de Hamás en la ciudad gazatí de Jan Yunis. Por su parte la organización palestina no se ha pronunciado sobre esta información. Salamá figuraba desde hace décadas entre los hombres más buscados por Israel, que le atribuye la muerte de múltiples civiles y militares.
El 1 de agosto el ejército israelí aseguró que Deif habría muerto en el ataque del 13 de julio, junto con «otros terroristas», según una evaluación de inteligencia. Por su parte, Hamás no confirmó su muerte. Mientras que Osama Hamdan un alto oficial de Hamás desmintió su muerte. En una entrevista con Associated Press, Hamdan dijo que Deif estaba «bien» después de que Israel afirmara haberlo matado. En octubre de 2024, Hamás volvió a calificar de mentira la muerte de Deif, al tiempo que emitía una declaración negando la muerte de Yahya Sinwar. Posteriormente, Hamás reconoció la muerte de Sinwar sin hacer ningún comentario adicional sobre el estado de Deif.
El 21 de noviembre de 2024, la Corte Penal Internacional emitió órdenes de arresto internacional contra el primer ministro israelí Benjamín Netanyahu, el exministro de Defensa del país, Yoav Galant y contra Mohamed Deif por los presuntos crímenes de guerra y contra la humanidad cometidos en la guerra de Gaza.  En el caso de Deif  la CPI argumentó que «no estaba en condiciones de determinar si [Deif] había muerto o seguía con vida».
El 30 de enero de 2025, el portavoz de Hamás, Abu Obaida, confirmó la muerte de Mohamed Deif y de Rafaa Salameh, el anuncio se produjo medio año después de que Israel asegurara que los había matado.

## Reacciones

### Israel
Las Fuerzas de Defensa de Israel reconocieron la autoría del ataque y lo justificaron afirmando que Mohammed Deif y el comandante de Hamás en Jan Younis estaban en el campamento atacado. Las FDI declararon que «Nuestro ataque en Mawasi Jan Yunis tiene como objetivo a Al-Deif, el comandante de la Brigada Jan Yunis, Rafi Salama y otros activistas de Hamás». También afirmaron que actuaron basándose en «inteligencia precisa» para atacar una zona donde, según afirmaron, se escondían «dos terroristas de alto rango de Hamás».

### Palestina
Hamás rechazó las afirmaciones de las FDI de que habían matado a Mohammed Deif, calificándolas de «acusaciones falsas» (fake news) que tenían como objetivo «encubrir la escala de la horrible masacre». Hamás también afirmó que «Las afirmaciones de la ocupación (Israel) sobre sus ataques a los líderes palestinos son falsas, y esta no es la primera vez que la lo afirman; acusaciones que tienen como objetivo encubrir la escala de la horrible masacre en Al Mawasi y Jan Yunis». En una declaración, Hamás anunció que: «La masacre de Al-Mawasi en Jan Younis se ha cometido contra una zona donde viven más de 80.000 personas desplazadas. Esta es una confirmación obvia y clara por parte del gobierno sionista de que continuará su guerra de exterminio contra nuestro pueblo palestino, atacando repetida y sistemáticamente a los civiles desplazados indefensos en tiendas de campaña, refugios y barrios residenciales». El grupo hizo una declaración en Telegram llamando a los palestinos de Cisjordania y Jerusalén Este a «movilizarse» en respuesta al ataque.
Nabil Abu Rudeineh, portavoz de la presidencia de la Autoridad Nacional Palestina, dijo que Estados Unidos tiene responsabilidad por las acciones de Israel y también afirmó que «la masacre de Al-Mawasi es una continuación de la guerra genocida contra nuestro pueblo» y añadió: «Sin el apoyo ciego y parcial de Estados Unidos, esta ocupación no habría podido continuar con sus sangrientos crímenes contra nuestro pueblo y desafiar las leyes internacionales y las decisiones de los tribunales internacionales que Hemos exigido el fin del ataque y la protección de nuestro pueblo». El primer ministro palestino, Mohammad Mustafa, condenó los «crímenes genocidas» de Israel en Gaza.
La Yihad Islámica Palestina condenó el ataque, afirmando que «La horrible masacre cometida por la entidad sionista en Al-Mawasi, cerca de Jan Younis, es una insistencia en continuar la guerra de exterminio contra nuestro pueblo».
El secretario general de Hezbolá, Hassan Nasrallah, condenó el ataque de Israel y dijo que los ataques del grupo libanés contra objetivos israelíes cumplen con el «deber de apoyar a los palestinos y no son un favor». Además afirmó que «Hoy, la ocupación llevó a cabo una gran masacre contra los desplazados en Al-Mawasi en Jan Yunis. Luego lo justificó diciendo que quería atacar a los líderes [de Hamás]», «¿Hay peores injusticias y opresión en el mundo?».

### Naciones Unidas
La Oficina del Alto Comisionado de las Naciones Unidas para los Derechos Humanos declaró que el uso por parte de Israel de «armas que afectan a amplias zonas en áreas densamente pobladas» ha supuesto un «daño desproporcionado a civiles y un daño a la infraestructura civil», lo cual sugiere un «patrón de violaciones voluntarias de los principios de distinción, proporcionalidad y precaución del Derecho Internacional Humanitario». La directora de Unicef deploró «otra semana brutal para los niños de Gaza».
La relatora especial de la ONU Francesca Albanese denunció que «la guerra genocida de Israel en Gaza es tan intensa que otra masacre de veinte civiles hoy, en un campamento de refugiados (en la ciudad de Gaza) casi no ha recibido atención de los medios de comunicación por la mucho mayor y simultánea masacre de al-Mawasi (con una cifra a estas horas de 90 muertos)». Albanese se refería a otro ataque en el que la aviación israelí había matado a veinte personas en el campamento de Shati. Albanese, calificó el ataque aéreo israelí en su cuenta de la red social x de «matanza sin sentido» y afirmó que «La justificación es siempre la misma: "ataque contra milicianos palestinos" (...) ¿Cuándo va a parar el mundo esta máquina de muerte?».
El secretario general de las Naciones Unidas António Guterres dijo estar «conmocionado y entristecido por la pérdida de vidas humanas» en el ataque israelí. También subrayó que «el derecho internacional humanitario, incluidos los principios de distinción, proporcionalidad y precaución en los ataques, debe respetarse en todo momento».Además el portavoz del secretario general, Stéphane Dujarric, afirmó que este ataque «subraya que ningún lugar es seguro en Gaza» y reiteró la necesidad de un alto el fuego humanitario «inmediato», con «todos los rehenes liberados inmediata e incondicionalmente».

### Internacional
- Arabia Saudita: el Ministerio de Asuntos Exteriores condenó en los términos más enérgicos «la continuación de las masacres genocidas contra el pueblo palestino a manos de la maquinaria de guerra israelí, la última de las cuales fue el ataque contra los campamentos de desplazados en Jan Yunis, en el sur de la Franja de Gaza».[69]

- Brasil: en un comunicado la oficina del presidente manifestó que «Es espantoso que sigan castigando colectivamente al pueblo palestino. Decenas de miles ya han muerto en sucesivos ataques desde el año pasado, muchos de ellos en zonas humanitarias delimitadas que deberían ser protegidas. Nosotros, los líderes políticos del mundo democrático, no podemos permanecer en silencio ante esta masacre sin fin».[70]

- Catar: Las autoridades del país calificaron el ataque como «una masacre brutal e impactante, y un nuevo incidente que se suma a la serie actual de crímenes de ocupación contra el pueblo palestino y toda la humanidad», el Ministerio de Asuntos Exteriores pidió una acción internacional contra Israel.[71]

- Colombia: el presidente Gustavo Petro declaró: «Me indigno y pienso que la mayor injusticia está en Gaza donde acaban de asesinar bombardeados a 200 civiles. Pero me indigno más porque esta destrucción del derecho internacional humano es la antesala de la barbarie que quieren abrir sobre todos los pueblo débiles de la tierra».[72]

- Emiratos Árabes Unidos: el país denunció los abusos israelíes en Gaza, incluido «el más reciente ataque contra campos de desplazados en Jan Yunis, en el sur de Gaza, que provocó numerosas muertes y heridas a decenas de civiles inocentes».[73]

- Egipto: en una declaración, el Ministerio de Asuntos Exteriores de Egipto dijo que las «violaciones constantes de Israel contra los derechos de los ciudadanos palestinos» añaden serias «complicaciones» al logro de un acuerdo de alto el fuego.[74]

- Unión Europea: el Alto representante de la Unión para Asuntos Exteriores y Política de Seguridad Josep Borrell pidió «acceso a investigaciones independientes y rendición de cuentas».[9] Borrell afirmó además que el ataque representaba un posible crimen de guerra, afirmando que «las guerras tienen límites consagrados en el derecho internacional; el fin no puede justificar todos los medios. Condenamos cualquier violación».[75]

- Irán: el portavoz del Ministerio de Asuntos Exteriores, Nasser Kanaani, calificó el ataque como «el último crimen de la serie de crímenes cometidos por el régimen sionista que mata niños». «Los sionistas han vuelto a demostrar brutalmente que para compensar las derrotas sufridas en el campo de batalla con la resistencia, no reconocen ninguna línea roja humana ni moral hacia los indefensos residentes de la Franja de Gaza, pero deben saber que insistir en este camino generara un odio global más amplio».[76]

- Jordania: el Ministerio de Asuntos Exteriores condenó el ataque a «tiendas de campaña de personas desplazadas en Jan Yunis, al sur de la Franja de Gaza, en una zona que Israel había clasificado anteriormente como segura, que provocó la muerte y heridas a decenas de palestinos».[77]

- Malasia: el Ministerio de Relaciones Exteriores condenó el ataque y afirmó que «Este atroz y espantoso ataque, que tuvo lugar dentro de un área que Israel designó como zona segura para los palestinos, es un flagrante desprecio por toda la vida humana».[78]

- Hutíes: el grupo yemení condenó el ataque, calificando a los líderes de Israel de «criminales» y declaró que «Las falsas afirmaciones del enemigo sobre que habían atacado a los líderes de la resistencia palestina no pueden encubrir la fealdad de sus crímenes».[79]

- Turquía: el Ministerio de Asuntos Exteriores calificó el ataque como «una fase del esfuerzo del gobierno de Netanyahu para aniquilar por completo a los palestinos» y que «El hecho de que Israel haya optado una vez más por el derramamiento de sangre cuando se esperaba que respondiera a la respuesta positiva de Hamás a la [propuesta] de alto el fuego es evidencia de que el gobierno de Netanyahu está tratando de impedir las negociaciones para un alto el fuego permanente».[68]

- Organización para la Cooperación Islámica: condenó enérgicamente las «atroces masacres» cometidas por Israel en Al-Mawasi, así como en Jan Yunis y en el campo de refugiados de Shati, afirmando que considera los ataques una «extensión del crimen de genocidio que la ocupación israelí continúa cometiendo contra civiles palestinos en flagrante desafío a la Corte Internacional de Justicia».[80]

## Manifestaciones
Estallaron manifestaciones en Jerusalén condenando el ataque y pidieron un alto el fuego y un acuerdo para la liberación de los rehenes. Cientos de palestinos protestaron en Cisjordania contra los ataques de Israel a los campos de Al-Mawasi y Al-Shati que mataron a más de veintidós personas; se llevaron a cabo protestas en las ciudades de Ramala, Yenín, Hebrón y Tubas.